# Liste des chats des Simpson
Dans la série d'animation portant leur nom, les Simpson ont possédé successivement cinq chats (et un chien).

## Boule de Neige (I)
Boule de Neige I (en anglais Snowball I) était la petite chatte des Simpson. Boule de Neige a été, selon Lisa dans un de ses poèmes, écrasée par une Chrysler. Un peu plus tard, on apprend que Boule de Neige a été écrasée par Clovis Quimby, frère alcoolique du maire Joe Quimby (dans une parodie de ce que pourrait être n'importe lequel des frères Kennedy ou même Billy Carter, le frère de Jimmy Carter). Boule de Neige avait été ainsi nommée à cause de sa couleur blanche.
Boule de Neige aurait été aperçue au paradis par des personnes ayant vécu des expériences de mort imminente (NDE). Bart l'a aussi vu quand il est allé au paradis après avoir été heurté par une automobile.
Dans l'épisode Le maire est amer, Lisa décide de faire tomber Tahiti Bob après avoir découvert que ce dernier a fait illégalement voter Boule de Neige (qui était déjà mort) pour lui lors des élections municipales.

## Boule de Neige II
C'est le deuxième chat de la famille Simpson, une femelle. Il a été nommé en référence à Boule de Neige, bien qu'entièrement noir. Il est l'un des rares personnages de la série à n'avoir jamais eu son propre épisode, bien qu'il ait sauvé la vie d'Homer lors d'un incendie et qu'il apparaisse dans de nombreux épisodes. Il apparaît pour la première fois dans l'épisode Noël mortel (1er épisode de la saison 1).
Boule de Neige II et Petit Papa Noël (petit renne au nez rouge, au Québec) se sont toujours bien entendus. On peut même les apercevoir fréquemment endormis côte à côte. Dans l'épisode Simpson Horror Show VIII (Mouche contre mouche, 4e épisode de la saison 9), leurs corps sont séparés en deux puis se recollent pour former deux animaux : l'un avec deux têtes et l'autre avec deux derrières, comme dans Michat-Michien.
Boule de Neige II est écrasé par la Mercedes-Benz Classe G du docteur Hibbert dans l'épisode Robotflop (9e épisode de la saison 15). Les deux chats suivants meurent durant le même épisode.

## Boule de Neige III
C'est le troisième chat des Simpson, un mâle brun. Adopté peu après la mort de Boule de Neige II dans l'épisode Robotflop, il meurt noyé en essayant d'attraper le poisson de Lisa quelques instants après son arrivée.

## Coltrane (Boule de Neige IV)
Marge offre ce chat à Lisa après la mort des trois précédents. Pour conjurer le sort, Lisa choisit de le nommer différemment : Coltrane, du nom du jazzman John Coltrane. Coltrane meurt lui aussi très peu de temps après son arrivée dans la famille, en sautant de la fenêtre de la chambre de Lisa (située au premier étage), parce qu'il n'a pas supporté de l'entendre jouer du saxophone.

## Boule de Neige V
C'est le dernier chat de la famille, une femelle. Il s'appelle normalement « Boule de Neige V » parce qu'il est le cinquième chat de Lisa, mais la petite fille a décidé de lui donner le nom de « Boule de Neige II » pour« économiser l'achat d'une nouvelle gamelle et faire comme s'il ne s'était rien passé (aussi parce qu'elle ressemble à Boule de Neige II) »; ce qui n'est pas sans rappeler l'épisode où l'on découvre la véritable identité du proviseur Skinner…
Toujours dans Robotflop, la vieille folle aux chats en jette un dans les bras de Lisa Simpson qui pleure la mort de ses trois précédents félins. Mais Lisa ordonne au chat de partir car tous ceux qu'elle possède sont malheureux et sûrs de mourir. Chassé, l'animal se retourne et commence à traverser la route quand une voiture arrive droit sur lui. Lisa craint le pire, mais au dernier moment le véhicule tourne brusquement, percute un arbre et explose. Lisa prend le chat et décide de le garder car il semble avoir de la chance.
Dans l'épisode Le Bon, les Brutes et la Balance (14e épisode de la saison 16), Boule de Neige V est présenté comme un chat obèse, à tel point que Lisa ne peut plus le soulever, qu'il est incapable d'attraper une ficelle, qu'il fait plier deux arbres… Lisa et Bart découvrent que le chat a une autre famille, les Dexter, où il est appelé « Mistigris ». Boule de Neige V se détourne progressivement de sa maîtresse d'origine.